# Charles Van Lerberghe
Charles Van Lerberghe fue un poeta y escritor belga de habla  francesa nacido en Gante el 21 de octubre de 1861 y fallecido en Bruselas el 26 de octubre de 1907. 

## Trayectoria
Creador del teatro simbolista, su obra poética es una muestra sobresaliente de esta corriente artística.Estudió junto a Maurice Maeterlinck en el colegio Sainte-Barbe de Gante. A los 25 años empezó a publicar sus poemas en la revista parisina La Pléiade. Su trabajo más conocido es La Chanson d'Eva (1904).
Es uno de los autores de lengua francesa que sirvió de inspiración a Juan Ramón Jiménez.
En 1904 fue diagnosticado de sífilis, lo que a la postre le llevaría a la muerte tres años después.

## Obra
- Solyane (Poesía, 1887).
- Los olfateadores (Teatro, 1889)
- Entrevisiones (Poesía, 1897)
- La Chanson d'Eva (1904).
- Pan (Teatro, 1906)
- Cartas a Fernand Severin (Epístolas, 1924)
- Cartas a una joven (Epístolas, 1954).
- Entre un perfume de rosas blancas
- El adiós
- Lo he matado